# Banco Industrial do Brasil
O Banco Industrial tem sua sede em São Paulo e foi originalmente fundado pelo Grupo Bunge e depois adquirido pela família Mansur. Hoje seu controlador é Carlos Alberto Mansur.

## Historia
O Banco Industrial do Brasil sucedeu em Janeiro de 1994, o Banco Santista (Grupo Bunge y Born), fundado em 1988. Inicialmente seu foco de atividade e resultado foram as operações de tesouraria. A partir de 1995 dirige sua atuação para o crédito. Neste ano entram em operação as empresas controladas: distribuidora e leasing, sendo feita também sua primeira colocação de euronotes, em duas emissões de US$ 10 e 3.1 milhões. Em 1997 faz sua terceira emissão de euronotes de US$ 10 milhões e a primeira de debêntures de leasing de R$ 38 milhões, em abril.
Para adequar seu crescimento, nesse ano muda sua sede para edifício próprio na Av. Presidente Juscelino Kubitschek em São Paulo. Em 2000 a leasing faz sua segunda emissão de debêntures, no valor de R$40 milhões. Inicia em 2001 operações de cartão de crédito "private label", através de sua ligada B.I. Administradora de Cartões de Crédito e Serviços Ltda. No final deste mesmo ano, expande suas atividades com a abertura da agência Rio de Janeiro. Em 2003, transforma suas operações de leasing em carteira do Banco e solicita abertura de agência na cidade de Campinas.